# Баскетбол на летней Универсиаде 2015
Игры по баскетболу на Летней Универсиаде 2015 состоялись с 4 по 14 июля 2015 года в Кванджу, Южная Корея. В турнире приняло участие 40 команд — 16 женских и 24 мужских сборных по баскетболу.

### Медальный зачёт
| Команды | Золото | Серебро  | Бронза |
| ------- | ------ | -------- | ------ |
| Мужчины | США    | Германия | Россия |
| Женщины | США    | Канада   | Россия |

## Мужчины

### Команды
| Африка            | Америка                                  | Азия                                                            | Европа | Океания   |
| ----------------- | ---------------------------------------- | --------------------------------------------------------------- | --- | --------- |
| Ангола · Мозамбик | Бразилия · Канада · Чили · Мексика · США | Республика Корея · Китай · Япония · Монголия · Китайский Тайбэй | Россия Эстония · Финляндия · Франция · Германия · Литва · Черногория Румыния · Сербия · Швеция · Швейцария · Турция | Австралия |

## Женщины

### Команды
| Африка            | Америка                           | Азия                                                 | Европа                                     | Океания   |
| ----------------- | --------------------------------- | ---------------------------------------------------- | ------------------------------------------ | --------- |
| Мозамбик · Уганда | Бразилия · Канада · Мексика · США | Республика Корея · Китай · Китайский Тайбэй · Япония | Чехия · Венгрия · Италия · Россия · Швеция | Австралия |